# Jean-Baptiste Bagaza
Jean-Baptiste Bagaza (Rutovu, 29 de agosto de 1946 - Bruselas, 4 de mayo de 2016) fue un político y militar burundés, que fue presidente de ese país entre 1976 y 1987.

## Biografía
Nació en Rutovu, provincia de Bururi, en la colonia belga de Ruanda-Urundi, el 29 de agosto de 1946. Su familia pertenecía a la etnia hima, parte del grupo étnico tutsi ampliado.
Después de estudiar en escuelas católicas de Buyumbura, se unió al ejército del recién independizado Reino de Burundi. Entre 1969 y 1971 estudió en la Real Academia Militar en Bruselas (Bélgica), donde obtuvo una licenciatura en sociología.
De regreso en Burundi, estuvo involucrado en la violencia genocida de 1972 ordenada por el presidente Michel Micombero, si bien «el alcance o naturaleza de su participación» sigue sin estar claro. En mayo de ese año, con el rango de Capitán, fue nombrado subcomandante del Estado Mayor a cargo de logística, debido a las conexiones de su familia con los Micombero, en reemplazo de Martin Ndayahoze. En noviembre fue ascendido al rango de Teniente Coronel y designado Jefe del Estado Mayor. En mayo de 1975 fue nombrado miembro del Tribunal de Cuentas de la Corte Suprema de Justicia.

### Gobierno
El 2 de noviembre de 1976 lideró un golpe de Estado contra Micombero, y se convirtió en jefe de la junta militar que gobernó el país del 2 al 10 de noviembre de 1976, el Consejo Revolucionario Supremo, asumiendo como presidente del país desde entonces, además de conservar el puesto de Ministro de Defensa para sí mismo.
Entre sus primeras acciones tuvo suspender la Constitución, además de impulsar reformas contra la corrupción y reintegrar a los hutus en el gobierno. Así mismo, promovió la reforma agraria, la reforma electoral y la reconciliación nacional entre hutus y tutsis, a la vez que durante su mandato se modernizó Burundi y se realizó la mayor construcción de infraestructuras de toda la historia del país como carreteras, hospitales y escuelas.
En el campo económico abolió el sistema feudal existente, conocido como Ubugererwa, y se inició un programa de modernización económica para permitir el surgimiento de una agricultura minifundista, que implicó la construcción de dos nuevas represas hidroeléctricas. Por otra parte, también desarrolló un puerto en el lago Tanganica, que, junto con las demás inversiones en infraestructura, ayudaron a dar forma a la economía exportadora de Burundi, que llegó a depender del café, el té y el azúcar.
Enfatizó en la unidad nacional al prohibir toda mención de etnicidad, declarando que todos los ciudadanos eran simplemente burundeses o, más ampliamente, africanos; sin embargo, también se aseguró de perpetuar el dominio económico y político de los tutsis.
Tras promulgar una nueva constitución en 1981 que consolidó su poder en un sistema unipartidista liderado por la Unión para el Progreso Nacional, fue reelegido Presidente como único candidato en las elecciones presidenciales de 1984.
Tras haber sido reelegido, el respeto por los Derechos Humanos se deterioró, ya que persiguió la iglesia católica - en un país de mayoría católica - e hizo detener a miembros de la oposición política, además de implementar algunas políticas «excéntricas» como restringir la apertura de bares y limitar oficialmente el tiempo y el dinero que los burundeses podían gastar en ceremonias tradicionales de compromiso y duelo. Todo esto influyó en su posterior derrocamiento.

### Derrocamiento y vida posterior
Mientras se encontraba viajando en el extranjero, Bagaza fue depuesto en el golpe de Estado en Burundi de 1987, el 3 de septiembre. Fue reemplazado por el presidente Pierre Buyoya y marchó al exilio en Uganda. Posteriormente se trasladó a Libia, donde vivió hasta 1993.
A pesar de oponerse fervientemente al empoderamiento hutu, Bagaza se reunió con Buyoya, Domitien Ndayizeye y Nelson Mandela para contribuir a la finalización de la guerra civil.
En 1994 fundó su propio partido político, el Partido para la Recuperación Nacional (PARENA), que dirigió hasta 2014. Como antiguo Jefe de Estado, sirvió como Senador Vitalicio y fue uno de los líderes de la oposición al gobierno de Pierre Nkurunziza en el legislativo.
Murió por causas naturales el 4 de mayo de 2016 a los 69 años, en un hospital de Bruselas (Bélgica), donde recibía tratamiento médico según informó el gobierno de Burundi. Fue enterrado en Buyumbura el 17 de mayo.